# Coreca
Coreca er en italiensk by med 700(2017)indbyggere i Calabrien. Byen er beliggende i provinsen Cosenza og ligger ved det Tyrrhenske hav.